# Сосновица (Кировская область)
Сосновица — деревня в составе Немского района Кировской области. 

## География
Находится на расстоянии примерно 11 километров по прямой на север-северо-запад от районного центра поселка Нема.

## История
Деревня известна с 1717 года, когда в ней было учтено 5 дворов, в 1764 году 57 жителей. В 1873 году учтено дворов 21 и жителей 150, в 1905 22 и 136, в 1926 28 и 157, в 1950 26 и 93 соответственно, в 1989 85 жителей. До 2021 года входила в  Архангельское сельское поселение Немского района, ныне непосредственно в составе Немского района.

## Население
Постоянное население  составляло 71 человек (русские 96%) в 2002 году, 55 в 2010.